# 国鉄ホキ6500形貨車
国鉄ホキ6500形貨車（こくてつホキ6500がたかしゃ）は、かつて日本国有鉄道（国鉄）に在籍したカーバイド専用 25 t 積みホッパ車である。

## 概要
1956年（昭和31年）8月30日に汽車製造、川崎車輛、三菱重工業の3社にてホキ190形4両（ホキ190 - ホキ193）が製作された。ホキ190形は、1957年（昭和32年）4月の形式変更によりホキ1900形（初代）に改められ全車改番された。
その後も製造は継続され、1959年（昭和34年）1月22日までに12両（ホキ1904 - ホキ1915）が増備された。
ホキ1900形（初代）は、1963年（昭和38年）7月26日の称号規程変更によりホキ6500形に改められ全車改番された。
所有者は日本ゼオン、三菱化成工業の2社であり、夫々の主な常備駅は能町駅、黒崎駅であった。
1967年（昭和42年）12月14日に、三菱化成工業所有車5両（ホキ6511 - ホキ6515）が鐘淵化学工業へ名義変更され常備駅は、塩浜駅へ変更した。
1971年（昭和46年）6月28日に、三菱化成工業所有車3両（ホキ6508 - ホキ6510）が日本陸運産業へ名義変更され常備駅は、高砂港駅へ変更した。この車は同年11月6日にタキ1500形3両（タキ31598 - タキ41500）へ改造された。
箱型有蓋ホッパ車である内部は6室構造になっており、夫々の積込口、取出口を備えていた。荷役方式はホッパ上部積込口よりの上入れ、側面の取出口からの横出し式であった。
車体塗色は黒で、全長は14,100 mm、全幅は2,523 mm、全高は3,690 mm、台車中心間距離は10,000 mm、実容積は26.3 m3、換算両数は積車4.5、空車2.2である。台車は、ベッテンドルフ式のTR41Cであった。
1973年（昭和48年）に最後まで在籍した車が廃車になり形式消滅した。

## 年度別製造数
各年度による製造会社と両数、所有者は次のとおりである。（所有者は落成時の社名）
- 昭和31年度 - 4両
  - 汽車製造 1両 日本ゼオン（ホキ190→ホキ1900→ホキ6500）
  - 川崎車輌 2両 日本ゼオン（ホキ191 - ホキ192→ホキ1901 - ホキ1902→ホキ6501 - ホキ6502）
  - 三菱重工業 1両 日本ゼオン（ホキ193→ホキ1903→ホキ6503）
- 昭和32年度 - 4両
  - 川崎車輌 4両 日本ゼオン（ホキ1904 - ホキ1907→ホキ6504 - ホキ6507）
- 昭和33年度 - 8両
  - 川崎車輌 8両 三菱化成工業（ホキ1908 - ホキ1915→ホキ6508 - ホキ6515）